# Gwydir Castle

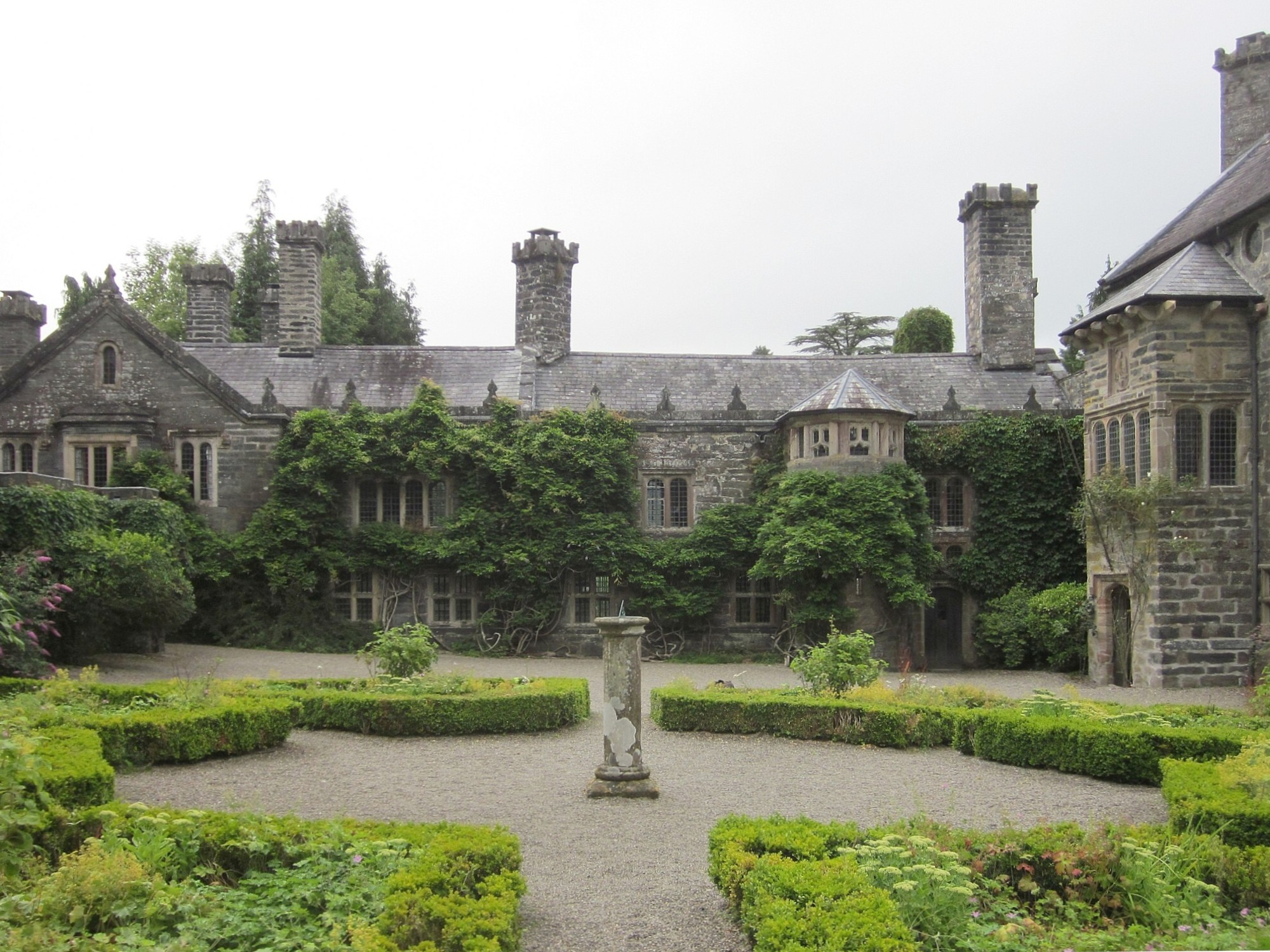
Gwydir Castle in der Grafschaft Caernarfonshire in Wales

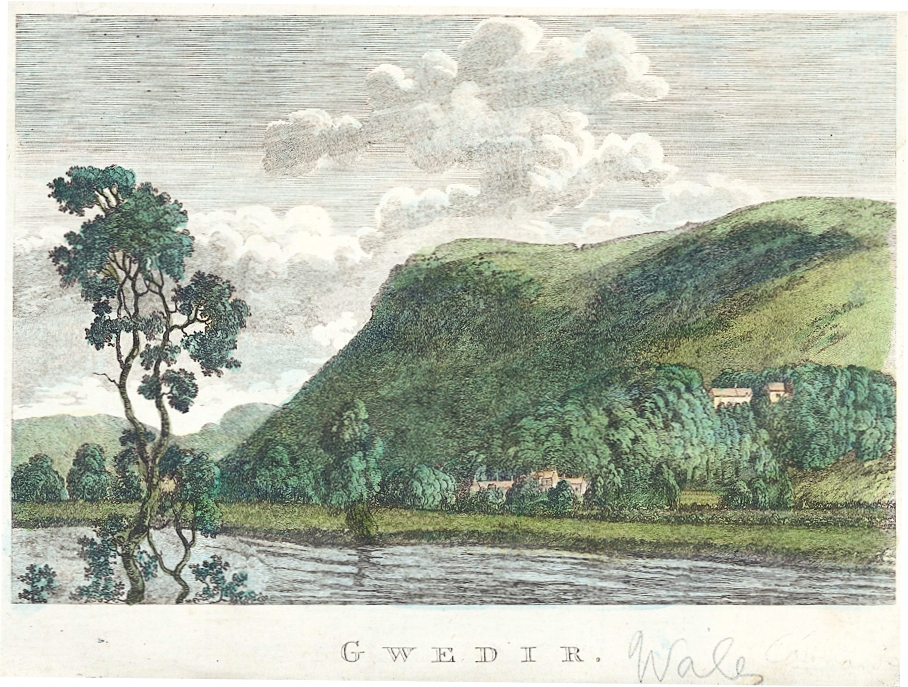
Lage von Gwydir Castle – Farbdruck eines Stichs von 1840

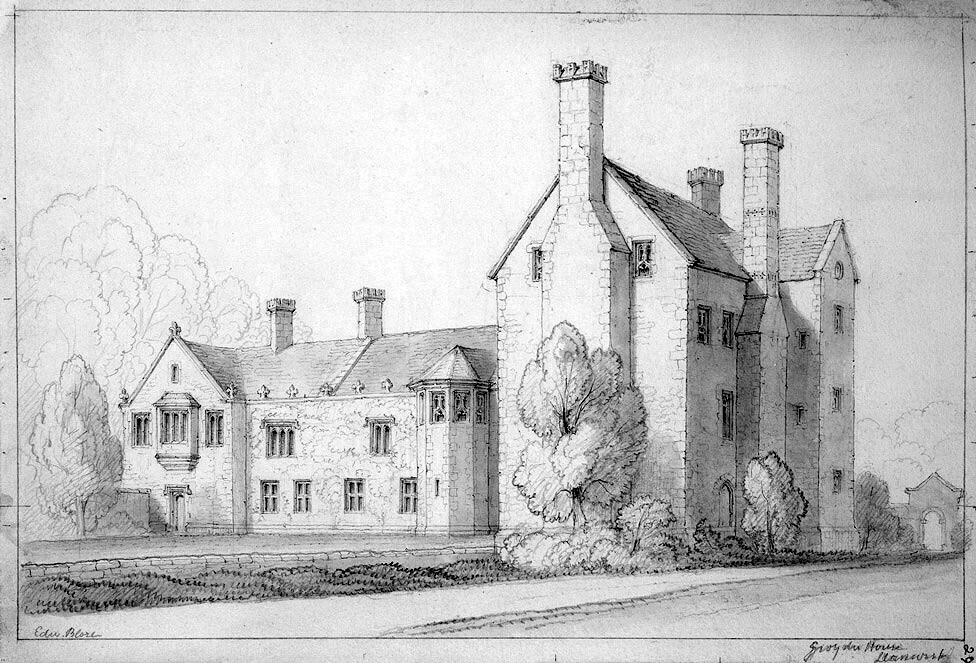
Gwydir Castle um 1800 – Zeichnung von Edward Blore

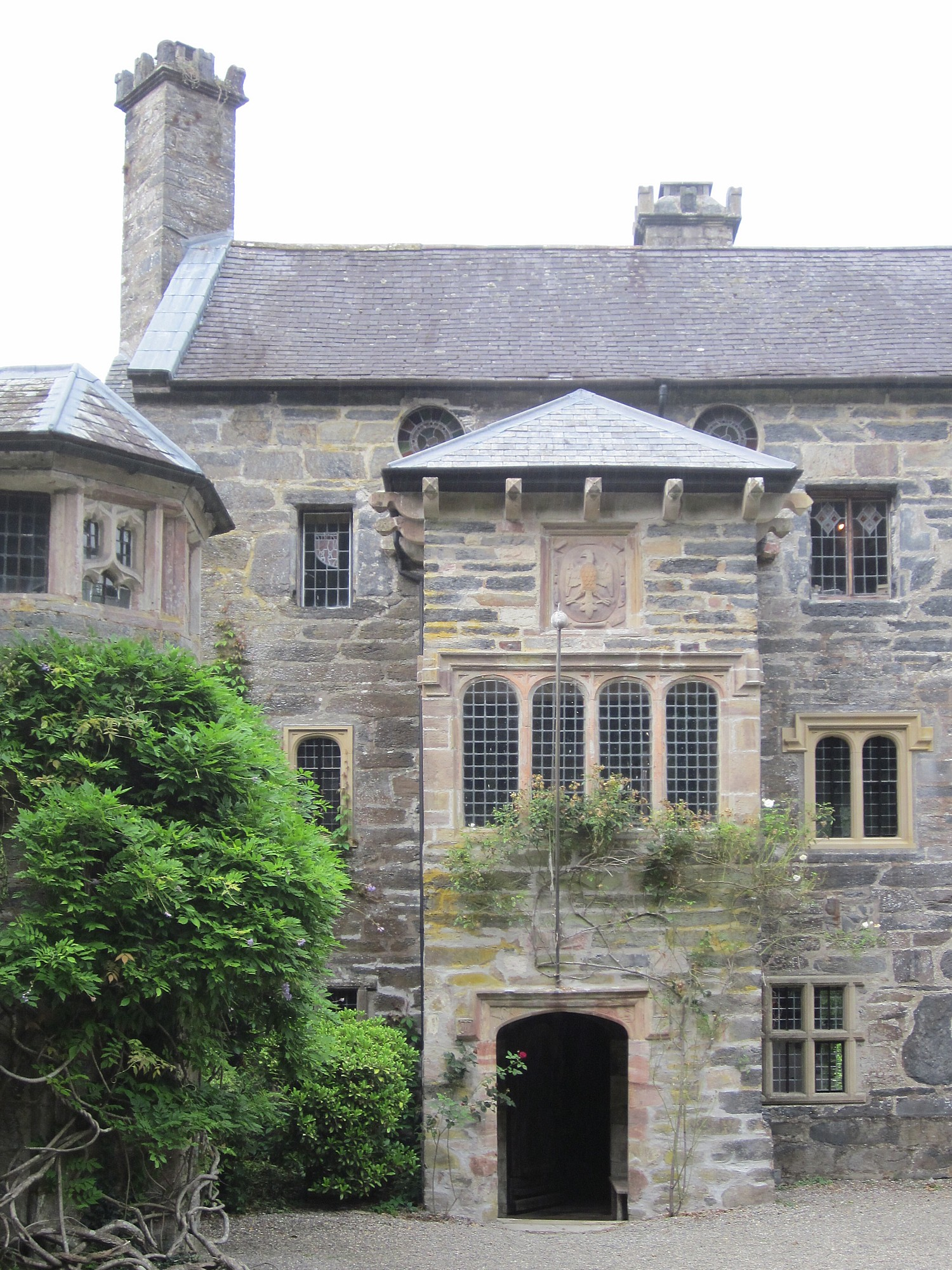
Eingangshalle

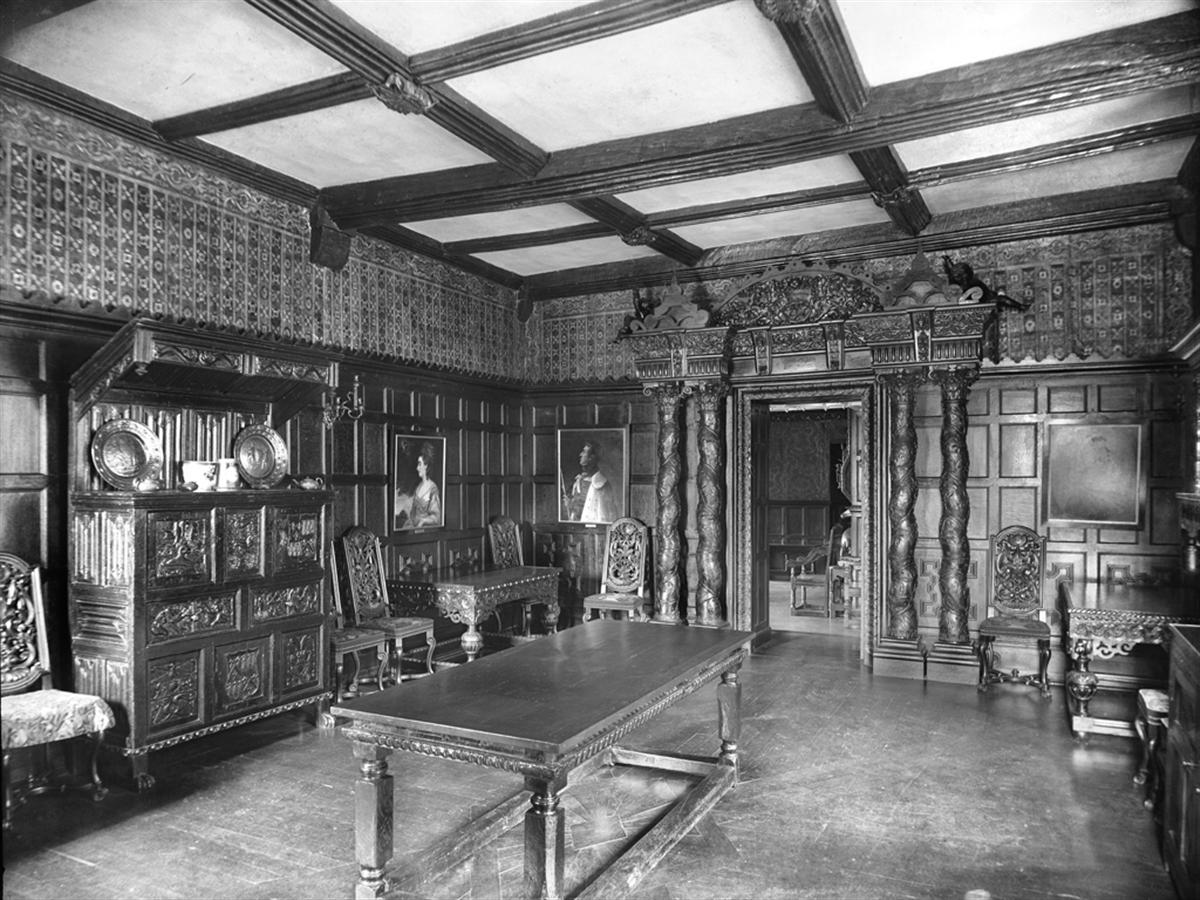
Das große Esszimmer um 1900

Grundriss von Gwydir Castle

Gwydir Castle ist ein Herrenhaus (Manor house) in der Nähe von Conwy in der Grafschaft Caernarfonshire in Wales. Wesentliche Teile des Anwesens sind im Tudorstil erbaut und stammen aus dem 15. und 16. Jahrhundert. Gwydir Castle zählt gemäß der amtlichen Denkmalliste des Vereinigten Königreichs zu den Grade-I-Bauwerken von außerordentlicher, teilweise internationaler Bedeutung.

## Lage
Gwydir Castle befindet sich 20 km südlich der Stadt Conwy am Fluss Conwy in der Nähe der Ortschaft Llanwrst. Das Anwesen liegt auf einer Anhöhe über einer Flussniederung unterhalb des Carreg-y-Gwalch (Falkenfels) und umfasst heute 4 Hektar Grünfläche. Das Conwy-Tal bietet hier eine fruchtbare Ebene, die von Gwydir Castle aus kontrolliert wurde.

## Geschichte
Die ersten urkundlich erwähnten Besitzer von Gwydir Castle stammen aus der Familie Coetmore. Im 13. Jahrhundert war Hywel Coetmore Gefolgsmann von Edward of Woodstock, des Schwarzen Prinzen, und befehligte die Langbogenschützen in der Schlacht von Poitiers (1356). Seine Nachfahren dienten ebenfalls während des Hundertjährigen Krieges zwischen den Königreichen England und Frankreich in den Schlachten von Shrewsbury (1402) und Azincourt (1415) als Befehlshaber der Langbogenschützen.
Im 14. Jahrhundert wurde Gwydir vermutlich während der Rosenkriege zwischen den beiden rivalisierenden englischen Adelshäusern York und Lancaster zerstört. Nach einem Angriff der Lancaster-Partei auf Denbigh 1466 befahl der Yorker König Eduard IV. dem Grafen von Pembroke, als Vergeltung die Gegend um Conwy dem Erdboden gleich zu machen.
Nach den Rosenkriegen um etwa 1485 gelangte das Anwesen von Gwydir Castle in den Besitz von Meredith ap Ieuan ap Robert (1459–1525), dem Sohn von Ieuan ap Robert ap Meredith (1437–1468), einem Nachfahren von Owain Gwynedd. Meredith ap Ieuan war ein führender regionaler Parteigänger von König Heinrich VII. und begründete die Wynn-Dynastie. Ihm folgten als Herren von Gwydir Castle sein Sohn John Wynn ap Meredith († 1559) und sein Enkel Maurice Wynn ap John (1520–1580). John Wynn und Maurice Wynn waren beide Sheriff von Caernarfonshire und sehr wohlhabend. Maurice Wynn heiratete Katheryn von Berain (1540/1541–1591), eine Cousine von Königin Elizabeth I. und später bekannt als Mam Cymru (Mutter von Wales). Robert Dudley, 1. Earl of Leicester, ein enger Vertrauter von Königin Elisabeth I., soll sich auf Gwydir Castle aufgehalten haben.
Der Nachfolger von Maurice Wynn war John Wynn (1553–1627), der die Grafschaft von Caernarfonshire als Mitglied des Parlaments vertrat und ebenfalls als Sheriff von Caernarfonshire diente. Gwydir Castle wird in Verbindung gebracht mit der Babington-Verschwörung von 1586, die das Ziel hatte, die protestantische Königin Elisabeth I. zu ermorden und die katholische Maria Stuart auf den englischen Thron zu bringen, und der Pulververschwörung von 1605, die dazu dienen sollte, während der Parlamentseröffnung den protestantischen König Jakob I., seine Familie, die Regierung und alle Parlamentarier zu töten.
1611 wurde John Wynn zum 1. Baronet of Gwydir erhoben. Ihm folgte 1625 sein Sohn Richard Wynn (1588–1649) als 2. Baronet of Gwydir. Gäste auf Gwydir Castle in dieser Zeit waren Inigo Jones, der erste bedeutende englische Architekt des Palladianismus und Erzbischof John Williams, Lordsiegelbewahrer unter König Jakob I. Dessen Sohn König Karl I. soll im September 1645 zu Besuch auf Gwydir Castle gewesen sein. Hausherr Sir Richard Wynn war zu dieser Zeit Schatzmeister der königlichen Gemahlin Henrietta Maria.
Nach dem Tod von Richard Wynn 1649 im Englischen Bürgerkrieg wurde dessen Bruder Owen Wynn (1592–1660) 3. Baronet of Gwydir. Ihm folgte Richard Wynn (1625–1674) als 4. Baronet. Er vererbte Gwydir Castle an seine Tochter Mary (1661–1689), die 1678 Lord Robert Bertie aus Lincolnshire heiratete, den späteren Baron Willoughby de Eresby und Herzog von Ancaster and Kesteven. Im Besitz dieser Familie blieb Gwydir Castle bis 1895.
Im 19. Jahrhundert war Bischof William Morgan, der erste Übersetzer der Bibel in die Walisische Sprache, zu Gast. 1899 hielt sich das spätere Königspaar Georg V. und Maria hier auf dem Anwesen auf, damals noch als Herzog und Herzogin von York.
Robert Wynn-Carington, 1. Marquess of Lincolnshire verkaufte 1921 Gwydir Castle, nachdem in den Jahren zuvor bereits der größte Teil der weitläufigen Ländereien veräußert worden war. 1944 erwarb Arthur Clegg, ein früherer Bankmanager, das verbliebene Anwesen, das nur noch 4 Hektar umfasste, und startete zusammen mit Frau und Sohn ein 20 Jahre währendes Renovierungsprogramm. 1994 kauften Peter Welford und Judy Corbett Gwydir Castle und setzten die weitgehend originalgetreue Wiederherstellung von Haus und Garten fort. Judy Corbett verfasste ein Buch über die Renovierungsarbeiten, das 2005 veröffentlicht wurde.

## Das Gebäude
Ursprünglich war Gwydir Castle eine mit Mauern befestigte Anlage, da das fruchtbare Conwy-Tal über viele Jahrhunderte umkämpft war und das Anwesen den Angriffen der vielen lokalen Banditen standhalten musste. Für den Bau der Eingangshalle, dem ältesten noch erhaltenen Teil des Hauses, war die Familie Coetmores verantwortlich. Meredith ap Ieuan ap Robert ließ das beschädigte Schloss um 1490 im Perpendicular Style wieder errichten.
In den 1540er Jahren erweiterte John Wynn ap Meredith das Schloss unter Verwendung gotischer Baumaterialien von der nahe gelegenen Maenan Abbey, die 1538 aufgelöst worden war. John Wynns Initialen befinden sich zusammen mit der Jahreszahl 1555 über dem Haupteingang im Torhaus.
Richard Wynn ließ 1640 das große Esszimmer mit Möbeln, Lederarbeiten, Täfelungen, Kamin und Eingangstür neu gestalten. Die Planung geht wahrscheinlich zurück auf den Architekten Inigo Jones. Weitere Ergänzungen an dem Gebäude erfolgten etwa 1830 nach den Entwürfen von Sir Charles Barry, dem Architekten des Palace of Westminster und des Trafalgar Square.
1921 wurden sämtliche Einrichtungsgegenstände des historischen Esszimmers veräußert. Käufer war der US-amerikanische Millionär und Zeitungsmagnat William Randolph Hearst. 1922 brannte der gesamte Nordflügel aus, so dass auch das Esszimmer nicht mehr erhalten geblieben wäre. Hearst fand jedoch keinen Gebrauch für das Mobiliar und lagerte es in New York ein. Schließlich vermachte er das Zimmer dem Metropolitan Museum, in dessen Lager die vierzehn noch ungeöffneten Kisten bis 1996 verblieben.
Nachdem Peter Welford und Judy Corbett das Anwesen 1994 erworben hatten, richteten sie die Innenräume mit historischen Möbeln ein. Einige Stücke stammen aus Gwydir Castle und konnten wieder an ihren ursprünglichen Ort überführt werden, darunter auch nach zweijährigen Verhandlungen das Mobiliar des Esszimmers. Im Juli 1998 weihte Charles, Prince of Wales feierlich das restaurierte Esszimmer ein.

## Gärten
Die historischen Gärten von Gwydir Castle gehören zu den wenigen in Wales, die in der amtlichen Denkmalliste den Status Grade I erhalten haben. Sie stellen ein wichtiges Beispiel des Renaissance-Gartens der Tudor- und Stuartzeit dar. Typisch für den Stil der Zeit sind die Zierbögen, die Gartenmauern und Terrassen. Ein wesentlicher Teil des Gartens wurde in den 1590er Jahren von Robert Wynn, einem weiteren Sohn von John Wynn, im elisabethanischen Stil angelegt. Robert Wynn ließ auch den Stadtpalast Plas Mawr in Conwy erbauen.
Aus dem 17. Jahrhundert stammen die heute noch erhaltenen 14 Eiben und drei Libanon-Zedern im Dutch Garden (Hollandgarten). Die ursprünglich 12 Zedern wurden 1625 zu Ehren der Hochzeit von König Karl I. mit der französischen Prinzessin Henrietta Maria gepflanzt.
Im 19. Jahrhundert wurden einige Neuanlagen und -pflanzungen vorgenommen. Der Knot Garden (Knotengarten) im Eingangsbereich wurde 1828 von Sir Charles Barry in Form einer Tudor-Rose angelegt. Die Glyzinien am Eingang wurden ebenfalls 1828 gepflanzt. Seit dieser Zeit gibt es auch die Pfauen in den Gärten.